# Jezero Maggiore
Jezero Maggiore (italijansko: Lago Maggiore ali Verbano) je najzahodnejše od treh velikih predalpskih jezer v Italiji in po velikosti drugo, takoj za Gardskim jezerom. Leži na severu in sega na področje Švice.
Površina jezera obsega 213 km², dolgo je 66 km in na najširšem delu meri 12 km ter globoko do 372 m. Gladina jezera je 193 mnm. Po vrsti nastanka ga uvrščamo med jezera ledeniškega nastanka, v njem pa je okoli  37 km³ vode. Skozenj teče reka Ticino. Druga dva večja pritoka sta Maggia in Toce. Na jezeru je več otočkov, med njimi tudi Boromejski otoki s čudovitimi parki. Boromejski otočki, ki se imenujejo pa Sv. Karlu Boromejskemu (Isola Madre, Isola Bella, Isola Superiore, Isola di San Giovanni) ležijo na zahodni strani jezera med naseljema Baveno in Stresa. 
Okolica jezera ima milo podnebje z bujno subtropsko vegetacijo, zato sta jezero in njegova okolica privlačna turistična destinacija skozi vse leto.

## Zanimivost
V mestecu Arona, ki leži na jugozahodni obali jezera stoji 35,1 m visok spomenik Karlu Boromejkemu (glej sliko). Kip, ki je visok 23,4 m stoji na 11,7 m visokem granitnem podstavku, kazalec na desni roki pa je dolg 1,95 m. Skulpturo, ki je votla, so najprej naredili iz betona in opeke, ter jo nato prekrili z bakreno pločevino. Sprva polžaste stopnice in nato lestev v notranjosti kipa vodijo obiskovalce do glave iz katere je iz ustne in očesnih odprtin lep razgled na jezero. Kip je bil dokončan leta 1698.

## Galerija slik
- S. Caterina d.Sasso
- Jezero Maggiore
- Otoka Brissago
- Otok Bella
- Otok Madre
- Otok Superiore
- Spomenik Carlu Borromeu